# Idioscopus elongatus
Idioscopus elongatus är en insektsart som beskrevs av Freytag och Knight 1966. Idioscopus elongatus ingår i släktet Idioscopus och familjen dvärgstritar. Inga underarter finns listade i Catalogue of Life.